# باد بالو
باد بالو (بالإنجليزية: Bud Ballou)‏ هو دي جيه أمريكي، ولد في 11 ديسمبر 1942، وتوفي في 15 أبريل 1977.